# امیرعلی سیفی اینانلو
امیرعلی سیفی اینانلو سیاست‌مدار ایرانی بود، که در دوره بیست و یکم و بیست و چهارم مجلس شورای ملی بعنوان نماینده تهران از استان تهران در مجلس شورای ملی حضور داشت.